# 14 الجاثي c

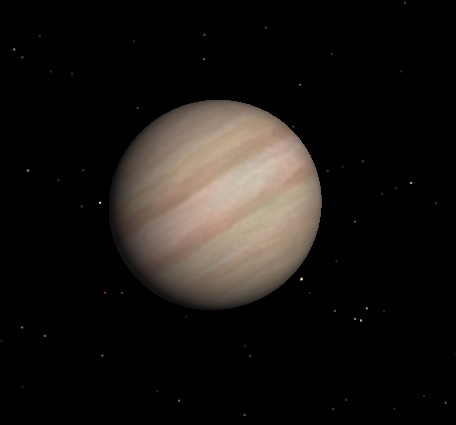
رسم تخيلي لكوكب "الجاثي 14 ج" وهو عملاق غازي.

14 الجاثي ج (بالإنجليزية: 14 Herculis c)‏ هو الكوكب الثاني من حيث الاكتشاف حول النجم 14 الجاثي. يعتقد بناء على كتلته الكبيرة أنه كوكب غازي. الكوكب الأول هو 14 الجاثي ب.
يبعد الكوكب حسب الحسابات الفلكية الأولية عن نجمه المركزي مسافة 6.9 وحدة فلكية. الوحدة الفلكية تعادل المسافة التي تفصل الأرض عن الشمس. يحتاج الكوكب ل 6900 يوم لإتمام دورة كاملة حول النجم. كتلته تساوي ضعف كتلة المشتري على الأقل.